# Marvel Studios
Marvel Studios (з 1993 по 1996 роки знана як Marvel Films) — американська кіностудія, що займається створенням і розповсюдженням фільмів. Розташована у Бербенку у Каліфорнії. Є дочірньою компанією Walt Disney Studios. З 2007-го року президентом кіностудії є кінопродюсер Кевін Файгі. 
Створена для виробництва фільмів, заснованих на персонажах Marvel Comics, студія була залучена в започаткування трьох кінематографічних всесвітів серії фільмів про персонажів Marvel, що зібрали понад один мільярд доларів касового прибутку в Північній Америці: «Люди Ікс (серія фільмів)», «Людина-павук» і «Кіновсесвіт Marvel». «Люди Ікс», «Людина-павук» і інші серії фільмів Marvel ліцензуються студіями 20th Century Fox і Sony Pictures відповідно. З 2008 по 2011 рік дистриб'ютором виступала Paramount Pictures. На цей час дистриб'юцією фільмів Marvel Studios займається компанія Walt Disney Studios Motion Pictures.
З 2008 року Marvel Studios випустила 33 фільми в рамках кінематографічного всесвіту Marvel, від «Залізної людини» (2008) до «Вартових Галактики.Частина 3».Всі ці фільми зв'язані між собою глобальною сюжетною лінією, до якої також входять короткометражні фільми «One-Shots», випущеними цією ж студією, та має зв'язок з телесеріалами, випущеними Marvel Television. З 2019 року Marvel Studios почала сама виробляти серіали в рамках кіновсесвіту для показу на сервісі Disney+, першим вийшов «ВандаВіжен» в лютому 2021 року.
У 2019 році компанію 20th Century Fox купила компанія The Walt Disney Company, завдяки чому Marvel Studios повернула права на частину своїх персонажів (Люди Ікс, Фантастична Четвірка, Росомаха і т.д.), після чого було оголошено, що ці персонажі з'являться в найближчі 5 років у майбутніх фільмах в рамках кіновсесвіту.

## Історія
Після угоди Marvel Entertainment Group (MEG) ToyBiz у 1993 році Аві Арад з ToyBiz був призначений президентом і генеральним директором підрозділу Marvel Films і New World Family Filmworks, Inc., дочірньої компанії New World Entertainment. New World була колишньою материнською корпорацією MEG, а пізніше дочірньою компанією Andrews Group.
Ера Timely
Під час так званої ери Timely Republic Pictures безплатно отримала права на виробництво серіалу про Капітана Америку для реклами. Timely не зміг розробити концепт Капітана Америки зі своїм щитом, і Republic створила абсолютно новий сюжет та видала персонажу пістолет.

## Підрозділи
- Marvel Television (2019 - н.ч.)
- Marvel Animation (2019 - н.ч.)
- Marvel Music (2005 - н.ч.)